# Santianes (Pravia)
Santianes ist eines von 15 Parroquias in der Gemeinde Pravia der autonomen Region Asturien in Spanien.
 Die 631 Einwohner (2011) leben in drei Dörfern auf einer Fläche von 14,16 km². Santianes, der Hauptort der gleichnamigen Parroquia liegt 6,7 km von der Gemeindehauptstadt entfernt.

## Geschichte
Eine Besiedelung wurde durch Funde aus römischer Zeit nachgewiesen, eine römische Siedlung namens Flavionavía (Flavium Avia) ist wohl auch der Namensgeber.

## Wirtschaft
Der Waldreichtum im Tal des Rio Nalon hat die Ansiedelung einer Cellulosefabrik möglich gemacht. Der Anbau und die Verarbeitung von Eukalyptus bilden einen weiteren wichtigen Erwerbszweig dieser Region.

## Sehenswürdigkeiten
- Centro de Arte in Los Cabos
- Schloss Palacio de Salas in Santianes
- Kirche San Juan (Santianes de Pravia)

## Dörfer und Weiler im Parroquia
- Bances – 141 Einwohner 2011 43° 30′ 1″ N, 6° 6′ 38″ W
- Los Cabos – 283 Einwohner 2011 43° 30′ 49″ N, 6° 6′ 2″ W
- Santianes – 207 Einwohner 2011 43° 30′ 16″ N, 6° 5′ 35″ W